# A+ (rapper)
A+, pseudonimo di Andre Levins (Hempstead, 29 agosto 1982), è un rapper statunitense.

## Biografia
La sua carriera cominciò nel 1995, quando vinse una competizione sponsorizzata dalla Def Jam Records. Scoperto da Kedar Massenburg, è stato il primo artista ad essersi segnato con la sua etichetta, la Kedar Entertainment. 
Nel 1996, a 13 anni, pubblicò il suo primo album The Latch-Key Child. Nel 1999 pubblicò Hempstead High. 
Arriva al successo nel 1999 con Enjoy Yourself usando un campione di A Fifth of Beethoven, interpretata da Walter Murphy, che usò la Sinfonia n. 5 di Beethoven. Il brano diventò un successo internazionale.

## Discografia

### Album
- 1996: The Latch-Key Child
- 1999: Hempstead High
- 2005: Back 2 Business (mixtape w/ DJ Don Demarco)

### Singoli
- 1996: All I See
- 1998: Enjoy Yourself
- 2004: Throw Your Hands In The Air